# Catocala desiderata
Catocala desiderata és una espècie de papallona nocturna de la subfamília Erebinae i la família Erebidae. Es troba a l'Àsia, incloent Uzbekistan, Tadjikistan i Xinjiang dins la Xina.